# Enszi
Az enszi (sumer: 𒂗 ENSI vagy 𒂚 ENSI3, ENME[EN3], helytartó, sokszor akkádul patesi) a mezopotámiai kora dinasztikus kor (i. e. 3000-2350) egyik sumer uralkodói címe volt. Egyes feltevések szerint eredetileg csak bizonyos sumer városok uralkodói címe volt (Lagas és Umma), máshol az EN ill. LUGAL felelt meg neki, és e három fogalom között nem lehet egyértelmű különbséget tenni. Eredetileg talán a megművelt földekért felelős tisztviselő, majd „kormányzó”, végül akár szuverén uralkodói cím.
Hatalma szakrális jelleggel is bírt. A későbbi időkben (i. e. 2. évezred közepe) az isten helytartójából a király – lugal – helytartója lett. Néhány helyen még sokáig fennmaradt legfőbb méltóságként, a lagasi Gudea még i. e. 2100 körül is az enszi címet viselte. Ugyanebben az időben Ur városában a királyság tartományi kormányzói, vagyis az alávetett városok fejedelmei használták e címet. A hivatal lehetett örökölhető is, de az uri lugal erősítette meg a posztot, amely az adószedés, a jogszolgáltatás felelőse volt. Az enszi számára minden külpolitikai tevékenység tiltott volt, különösen a hadviselés. Az i. e. 1. évezredre már csak egy templomi tisztviselőt jelentett e cím.
A cím másik, későbbi akkád megfelelője az issiakku (išši-akkum), amivel II. Nabú-kudurri-uszur is illette magát feliratain. E változat Asszíria uralkodóitól származik.
A szó etimologikus rokonságára vonatkozóan 2007-ben Carsten Peust újra komoly formában felvetette a sumer enszi és az egyiptomi nz.w (általában neszu formában hangzósítják) kapcsolatát, illetve egymásból – leginkább a sumerből az egyiptomi – származásukat. A sumerek és az egyiptomiak közti nyelvi és kulturális kapcsolatok kérdése már régóta vitatott tudományterület, egyesek szerint még az egyiptomi írás is Mezopotámiából származik (vagy legalább az írás ötlete), mások szerint az egyiptomi kultúra teljesen endemikus jellegű. A kereskedelmi kapcsolat vitathatatlan a két terület között, azonban hogy egy teljes kultúracsere (átadás, átvétel) miképpen zajlott volna le, arról nincsen bizonyított vagy valószínűsíthető elmélet, mivel az olyan nagy mértékű népvándorlást feltételezne, amire nincs adat.

## Az ENSI szó további jelentései és írása
- álomfejtő (= akkád ensû, šā'ilu)[1]

Négy különböző írása fordul elő az óakkád, Ur III és óbabiloni korú feliratokban.
- EN
- EN.MEEN3
- ENSI3 (EN×ME)
- […].EN3 […]

Valamennyi változat ugyanazt jelenti.